# Limalonges
Limalonges ist eine französische Gemeinde mit 845 Einwohnern (Stand: 1. Januar 2022) im Département Deux-Sèvres in der Region Nouvelle-Aquitaine. Sie gehört zum Arrondissement Niort und zum Kanton Melle.

## Geographie
Limalonges ist die östlichste Gemeinde des Départements Deux-Sèvres. Sie liegt etwa 52 Kilometer ostsüdöstlich von Niort. Umgeben wird Limalonges von den Nachbargemeinden Chaunay und Linazay im Norden, Val-de-Comporté im Osten sowie Sauzé-entre-Bois im Süden, Westen und Nordwesten.
In der Gemeinde kreuzen sich die Route nationale 10 und die frühere Route nationale 148 (heutige D948).

## Bevölkerungsentwicklung
| Jahr                       | 1962 | 1968 | 1975 | 1982 | 1990 | 1999 | 2006 | 2012 | 2019 |
| Einwohner                  | 963  | 914  | 900  | 905  | 830  | 809  | 864  | 867  | 819  |
| Quellen: Cassini und INSEE |      |      |      |      |      |      |      |      |      |

## Sehenswürdigkeiten
- Kirche Saint-Jean-Baptiste aus dem 11./12. Jahrhundert, Umbauten aus dem 15. Jahrhundert
- Tumulus von Nouverteils, Monument historique seit 1993

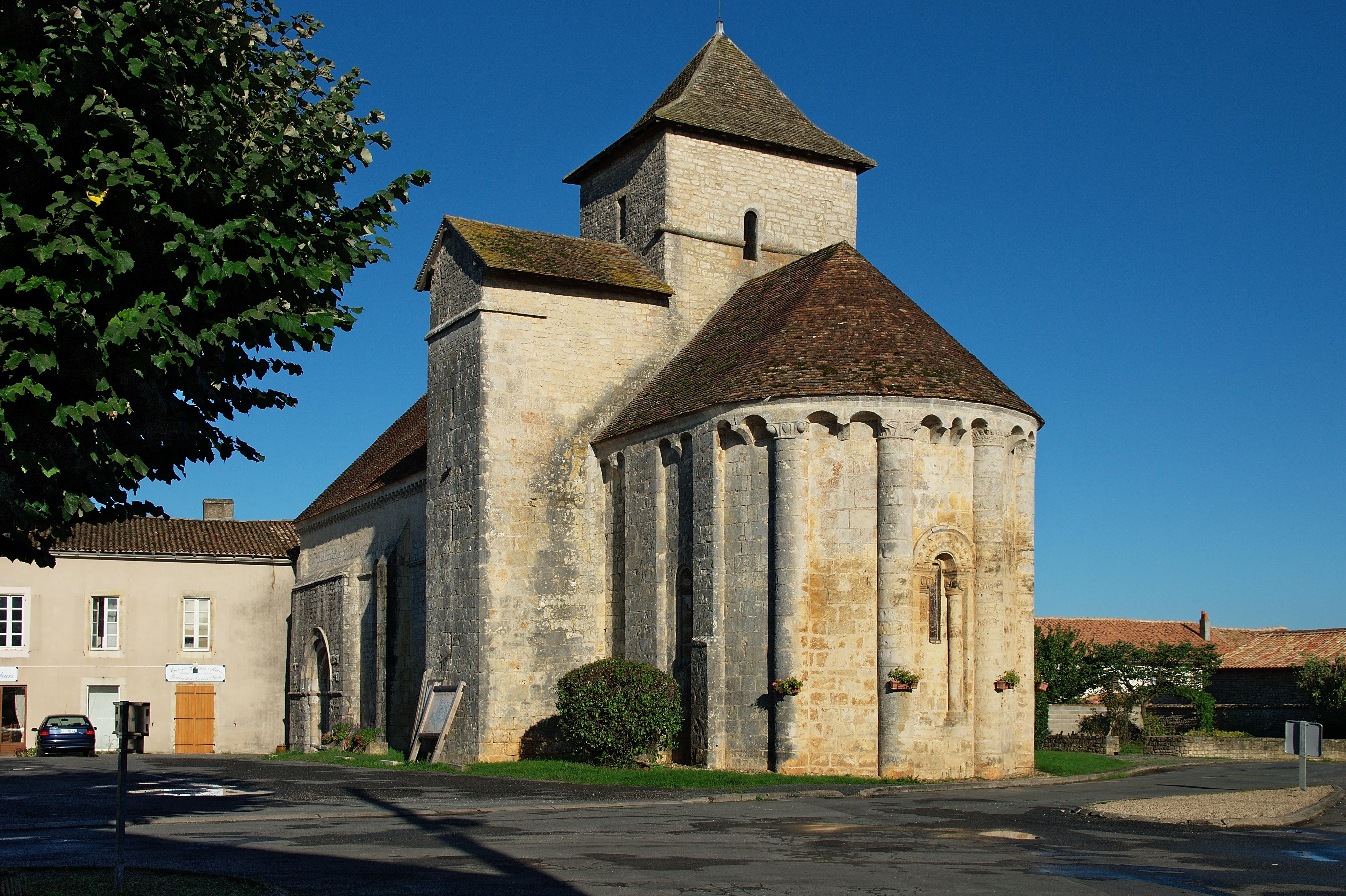
Kirche Saint-Jean-Baptiste